# Pilota atòmica
La pilota atòmica (en anglès the nuclear football, i també the President's Emergency Satchel, the Button, the Black Box o, tot just the Football), és una maleta petita que sempre porta un oficial militar que forma part del seguici més proper del president nord-americà. La maleta conté una sèrie d'opcions d'atac nuclear i de combinacions per fer servir les armes de l'arsenal atòmic. Només el president pot activar-les, mitjançant una identificació a través de codis numèrics que el mandatari porta sempre a sobre, escrits en una targeta que és intransferible.
Tot i tractar-se de material classificat, es coneixen, per filtracions, detalls versemblants de la maleta, el contingut, i el seu "modus operandi".

## Història
L'origen de la pilota atòmica el trobem en l'administració de Dwight D. Eisenhower, tot i que només va esdevenir d'ús normal durant la Crisi dels míssils de Cuba, essent president John F. Kennedy. La primera preocupació de Kennedy era, la possibilitat que es desfermés un atac nuclear sense el seu permís. En segon lloc, en una època sense telèfons mòbils, Kennedy volia fer operativa l'opció d'un atac nuclear quan el President fos lluny dels centres de comandament.